# Michael Küchmeister von Sternberg
Michael Küchmeister von Sternberg (° 1360 ou 1370, † 15 décembre 1423 à Danzig) est le vingt-huitième grand maître (magister generalis) de l’ordre Teutonique de 1414 à 1422.